# حقل طقطق
حقل طقطق هو حقل نفط عراقي في شمال شرق العراق. يقع بين قضاء كوية في أربيل وقضاء جمجمال في السليمانية في إقليم كردستان العراق. مساحته 951 كيلومتراً مربعاً، اكتشفته الحكومة العراقية سنة 1978، احتياطه المتوقع ملیار وخمسمئة مليون برميل. بلغ إنتاجه اليومي تسعة آلاف برميل سنة 2020. مع أن معظم الحقل يقع ضمن محافظة أربيل، إلا أن إدارته بيد محافظة السليمانية. يبعد حقل طقطق عن حقل كركوك العملاق 60 كيلومتراً، وبينه وبين أربيل 85 كيلومتراً، وبينه وبين السليمانية 120 كيلومتراً.
بعد حرب الكويت وقيام إدارة كردية في شمال العراق بحماية أمريكية، استثمرته حكومة إقليم كردستان العراق بين سنة 1994 و1996. وفي سنة 2002 م رُبط الحقل بمصفى نفط السليمانية، ثم استثمرته شركة كنل إنرجي في 17 تموز سنة 2002. رُبط الحقل بمحطة خورملة سنة 2012 م عبر أنبوب طوله 78 كيلومتراً يمتد إلى ميناء جيهان التركي.
تملك شركة أداكس بترليوم الصينية 36% من الحقل وتملك شركة  كنل إنرجي التركية نسبة ( 44%)، وتملك حكومة إقليم كردستان العراق 20%.